# Challans (tổng)
Tổng Challans là một tổng, nằm ở tỉnh Vendée trong vùng Pays de la Loire.

## Các xã
Tổng Challans bao gồm các xã sau:
- Challans (thủ phủ): 18 862 người (2008)
- Bois-de-Céné: 1410 người (2006)
- Châteauneuf: 654 người (2004)
- Froidfond: 1245 người (2005)
- La Garnache: 4202 người (2005)
- Sallertaine: 2 235 người (1999)